# Sebou
Il Sebou (in arabo سبو‎?) è un fiume del nord del Marocco. Nasce dal Medio Atlante ed è noto anche come Guigou. Il fiume è lungo 496 km ed ha una portata media di 137 m³/s, che gli conferisce l'appellativo di maggior fiume del Nordafrica per portata. Scorre nelle vicinanze della città di Fès e sfocia nell'Oceano Atlantico a Mehdia (nei pressi di Kenitra). Il Sebou è navigabile per soli 16 km fino alla città di Kenitra, che possiede l'unico porto fluviale del Marocco. I suoi affluenti principali sono: Ouergha, Bath e Inaouen. Il fiume provvede all'irrigazione della più fertile regione del Marocco, il Gharb.
Il fiume è molto inquinato da pesticidi e fertilizzanti e da scarichi fognanti non trattati provenienti dalle città site lungo il suo corso.